# Trieces
Trieces är ett släkte av steklar som beskrevs av Henry Keith Townes, Jr. 1946. Trieces ingår i familjen brokparasitsteklar.

## Dottertaxa tillTrieces, i alfabetisk ordning[1][2]
- Trieces agilis
- Trieces aquilus
- Trieces arcuatus
- Trieces argutus
- Trieces azipas
- Trieces bellulus
- Trieces bicalcaratus
- Trieces bradleyi
- Trieces calvatus
- Trieces capensis
- Trieces ciliosus
- Trieces cnemotis
- Trieces confusus
- Trieces costatus
- Trieces crassipes
- Trieces densus
- Trieces dentatus
- Trieces diffidens
- Trieces dinianae
- Trieces ejectus
- Trieces epinotiae
- Trieces facialis
- Trieces femoralis
- Trieces flabenis
- Trieces flavifaciatus
- Trieces flavifrons
- Trieces flexus
- Trieces fusus
- Trieces genalis
- Trieces hokkaidensis
- Trieces homonae
- Trieces horisme
- Trieces integer
- Trieces latitarsis
- Trieces leleupi
- Trieces mandiblaris
- Trieces marlatti
- Trieces masoni
- Trieces nigrifaciatus
- Trieces nitifrons
- Trieces onitis
- Trieces platysoma
- Trieces pubescens
- Trieces quadricarinatus
- Trieces quostenis
- Trieces riodinis
- Trieces ruficoxa
- Trieces rufimitranae
- Trieces sapineus
- Trieces semirufus
- Trieces signatus
- Trieces sparsus
- Trieces tegularis
- Trieces teres
- Trieces texanus
- Trieces thuringiacus
- Trieces tobiasi
- Trieces tricarinatus
- Trieces truncatus
- Trieces tuvule
- Trieces upermia
- Trieces walleyi
- Trieces wardae
- Trieces wascia
- Trieces zwizarmae